# Olympische Winterspiele 1960/Teilnehmer (Tschechoslowakei)
| Gelbes Symbol für Goldmedaillen mit stilisierten Olympischen Ringen | Graues Symbol für Silbermedaillen mit stilisierten Olympischen Ringen | Braundes Symbol für Bronzemedaillen mit stilisierten Olympischen Ringen |
| ------------------------------------------------------------------- | --------------------------------------------------------------------- | ----------------------------------------------------------------------- |
| —                                                                   | 1                                                                     | —                                                                       |

Die Tschechoslowakei nahm an den VIII. Olympischen Winterspielen 1960 im US-amerikanischen Squaw Valley Ski Resort mit einer Delegation von 21 Athleten in vier Disziplinen teil, davon 20 Männer und eine Frau. Die einzige Medaille gewann der Eiskunstläufer Karol Divín mit der Silbermedaille.
Fahnenträger bei der Eröffnungsfeier war der Eishockeyspieler Ján Starší.

## Teilnehmer nach Sportarten

### Eishockey
Männer
| - Vlastimil Bubník - Josef Černý - Bronislav Danda - Vladimír Dvořáček - Jozef Golonka - Karel Gut - Jaroslav Jiřík - Jan Kasper - František Mašlán | - Vladimír Nadrchal - Václav Pantůček - Rudolf Potsch - Jáno Starší - František Tikal - František Vaněk - Miroslav Vlach - Jaroslav Volf |

- 4. Platz

### Eiskunstlauf
Männer
- Karol Divín
Silber  (1414,3)

Frauen
- Jana Mrázková
4. Platz (1338,7)

### Nordische Kombination
- Vlastimil Melich
Einzel (Normalschanze / 15 km): 18. Platz (425,097)

### Skilanglauf
Männer
- Rudolf Čillík
15 km: 36. Platz (57:23,7 min)
30 km: 30. Platz (2:03:50,6 h)
50 km: Rennen nicht beendet